# بلریاند
بلریاند (Beleriand) ناحیه‌ای در شمال غربی سرزمین میانی در دورهٔ نخست در رشته‌افسانه‌های تالکین است. رویدادهای پیش آمده در بلریاند به تمامی در داستان‌های سیلماریلیون تالکین آمده است. از این سرزمین در دیگر داستان‌های تالکین مانند فرزندان هورین و کتاب افسانه‌های گمشده سخن به میان آمده است.